# Премия Жюля Жансена
Премия Жюля Жансена (фр. Prix Jules-Janssen) — высшая награда, присуждаемая ежегодно Французским астрономическим обществом (Société astronomique de France — SAF) в области астрономии.
Учреждена в 1897 году. Названа в честь Пьера Жюля Сезара Жансена (1824—1907), известного французского астронома.
Премия Жюля Жансена является отдельной наградой, не связанной с медалью
Жансена. Медаль Жансена — награда по астрофизике Французской академии наук.

## Некоторые лауреаты премии Жюля Жансена
- 1897 — Фламмарион, Камиль
- 1898 — Лэнгли, Сэмюэл Пирпонт
- 1899 — Шарлуа, Огюст
- 1900 — Пюизё, Пьер-Анри
- 1903 — Джакобини, Мишель
- 1904 — Лоуэлл, Персиваль
- 1905 — Комас Сола, Хосе
- 1906 — Барнард, Эдвард Эмерсон
- 1907 — Штефаник, Милан Растислав
- 1908 — Пикеринг, Эдуард Чарлз
- 1909 — Пикеринг, Уильям Генри
- 1910 — Филип Герберт Коуэлл и Эндрю Клод де ля Шеруа Кроммелин
- 1912 — Вольф, Максимилиан Франц Йозеф Корнелиус
- 1913 — Борелли, Альфонс Луис Николас
- 1917 — Хейл, Джордж Эллери
- 1919 — Бигурдан, Гийом
- 1920 — Деландр, Анри Александр
- 1921 — Жарри-Делож, Рене
- 1922 — Майкельсон, Альберт Абрахам
- 1924 — Ричи, Джордж Уиллис
- 1925 — Антониади, Эжен Мишель
- 1926 — Адамс, Уолтер Сидни
- 1928 — Эддингтон, Артур Стэнли
- 1929 — Фабри, Шарль
- 1930 — Робер Эсно-Пельтри
- 1931 — Эйнштейн, Альберт
- 1932 — Лио, Бернар
- 1933 — Шепли, Харлоу
- 1934 — Де Ситтер, Виллем
- 1935 — Эклангон, Эрнест
- 1936 — Леметр, Жорж
- 1937 — Абетти, Джорджо
- 1945 — Джонс, Гарольд Спенсер
- 1947 — Джонс, Гарольд Спенсер
- 1949 — Линдблад, Бертиль
- 1950 — Данжон, Андре
- 1951 — Койпер, Джерард Петер
- 1952 — Стрэттон, Фредерик Джон Мэриан
- 1953 — Кудер, Андре Жозеф Александр
- 1954 — Струве, Отто Людвигович
- 1955 — Лальман, Андре
- 1956 — Амбарцумян, Виктор Амазаспович
- 1957 — Шалонж, Даниель
- 1958 — Свингс, Поль
- 1959 — Ференбак, Шарль Макс
- 1961 — Кулон, Жан
- 1962 — Хекман, Отто
- 1966 — Миннарт, Марсел
- 1967 — Пекер, Жан-Клод
- 1969 — Стойко, Николай Михайлович
- 1970 — Шварцшильд, Мартин
- 1976 — Мензел, Дональд Говард
- 1978 — Блаау, Адриан
- 1980 — Спитцер, Лайман
- 1982 — Камп, Питер ван де
- 1984 — Де Ягер, Корнелис
- 1988 — Вокулёр, Жерар Анри де
- 1992 — Перек, Лубош
- 1993 — Дольфюс, Одуен
- 1998 — Майор, Мишель
- 2000 — Генцель, Райнхард
- 2009 — Сезарски, Катрин
- 2020 — Дисхук, Эвина ван